# Spring Lake (Florida)
Spring Lake ist  ein census-designated place (CDP) im Hernando County im US-Bundesstaat Florida. Das U.S. Census Bureau hat bei der Volkszählung 2020 eine Einwohnerzahl von 465 ermittelt. 

## Geographie
Spring Lake liegt rund 10 km südöstlich von Brooksville sowie etwa 60 km nördlich von Tampa.

## Demographische Daten
Laut der Volkszählung 2010 verteilten sich die damaligen 458 Einwohner auf 145 Haushalte. Die Bevölkerungsdichte lag bei 52,6 Einw./km². 96,9 % der Bevölkerung bezeichneten sich als Weiße, 0,2 % als Afroamerikaner, 0,4 % als Indianer und 1,3 % als Asian Americans. 0,4 % gaben die Angehörigkeit zu einer anderen Ethnie und 0,7 % zu mehreren Ethnien an. 6,3 % der Bevölkerung bestand aus Hispanics oder Latinos.
Im Jahr 2010 lebten in 25,5 % aller Haushalte Kinder unter 18 Jahren sowie 38,8 % aller Haushalte Personen mit mindestens 65 Jahren. 79,3 % der Haushalte waren Familienhaushalte (bestehend aus verheirateten Paaren mit oder ohne Nachkommen bzw. einem Elternteil mit Nachkomme). Die durchschnittliche Größe eines Haushalts lag bei 2,44 Personen und die durchschnittliche Familiengröße bei 2,70 Personen.
19,6 % der Bevölkerung waren jünger als 20 Jahre, 15,9 % waren 20 bis 39 Jahre alt, 33,0 % waren 40 bis 59 Jahre alt und 31,5 % waren mindestens 60 Jahre alt. Das mittlere Alter betrug 50 Jahre. 49,3 % der Bevölkerung waren männlich und 50,7 % weiblich.
Das durchschnittliche Jahreseinkommen lag bei 31.750 $, dabei lebten 12,1 % der Bevölkerung unter der Armutsgrenze.
Im Jahr 2000 war Englisch die Muttersprache von 100 % der Bevölkerung.

## Sehenswürdigkeiten
Am 20. Oktober 2009 wurde das Spring Lake Community Center in das National Register of Historic Places eingetragen.